# Голштинская лошадь
Голштинская (англ. Holsteiner horse) — немецкая порода лошадей, разведение которых берёт своё начало с XIII века. Первое документальное подтверждение существования данной породы датируется 1225 годом.
Название порода получила по наименованию провинции Шлезвиг-Гольштейн, графом которой Герхардом I было предоставлено право разводить этих лошадей монастырю Утерсен.
Другое название породы — голштины.

## История породы
Первые лошади данной породы были упомянуты в письменных источниках в 1225 году, а первый официальный стандарт породы был сформирован в XV веке графом Кристианом I.
Архивы монастыря Утерсен являются первыми сохранившимися документальными источниками, подтверждающими породное разведение Голштинской лошади.
Современный стандарт породы был принят конным заводом в Травентхалле (провинция Шлезвиг-Гольштейн) в XIX веке. Первая племенная книга породы была заведена в 1886 году.
В течение всего XIX века лошади этой породы экспортировались Германией в такие европейские страны, как Франция, Дания и Испания.
В настоящее время основным центром разведения лошадей этой породы является город Эльмсхорн (Германия).
Порода выведена с приливом кровей испанских и восточных пород лошадей. Позже, уже в XVIII веке, к породе были прилиты крови Йоркширской почтовой лошади, что позволило получить более мягкий темперамент у этих животных и более ровный аллюр.
В середине XX века в связи с использованием лошадей этой породы в немецкой кавалерии во время Второй мировой войны поголовье породы значительно сократилось. Восстановление поголовья началось с 1960-х годов, после того, как породная перепись, проведённая в 1960 году, показала, что лошадей этой породы осталось менее 1000 голов.

## Описание
Голштинская лошадь имеет рост от 168 до 188 сантиметров в холке.
Голова удлинённая, профиль прямой, ноздри широкие и обладают выраженным рельефом.
Уши большие, высоко посаженные.
Шея длинная, с выраженным изгибом, широкая у основания. Холка сглаженная, плавно переходящая в спину.
Спина мускулистая и прямая.
Грудь широкая, хорошо выраженная.
Корпус короткий, с округлыми линиями тела.
Хвост посажен высоко.
Ноги прямые, сильные, с выраженным мускульным рельефом. При этом суставы визуально не выражены.
Копыта округлые, крупные, отличающиеся высокой прочностью рога.
Масти допустимы любые, наиболее часто встречаются разные оттенки гнедого, рыжего и серого с разнообразными белыми отметинами.
Лошади этой породы обладают мягким шагом и способностью ровно держаться как на рыси, так и на галопе, что делает езду на этой лошади комфортной для всадника.
Благодаря умению этих лошадей хорошо держать баланс и особенностям формирования мускулатуры голштины показывают хорошие результаты в спортивных прыжках.

## Характер
Лошади этой породы отличаются упорством и высокой работоспособностью. Обладают легковозбудимым темпераментом, при этом не отличаясь повышенной нервозностью.
Обладают мягким нравом, привязчивы к людям и своим собратьям, не конфликтны. Легко идут на контакт, что делает их удобным для использования в прокате лошадей и в конных школах.
Обладают высоким интеллектом и легко обучаемы.

## Использование
Традиционно лошади данной породы использовались в качестве верховых, в том числе в кавалерии и почтовой службе. Помимо этого, использовалась фермерами в качестве пастушьей лошади.
В связи с активным использованием лошадей данной породы в кавалерии Германии во время Второй мировой войны по окончании войны поголовье породы значительно сократилось.
В наше время наиболее активно Голштинские используются в конном спорте в таких дисциплинах, как выездка и конкур, а также в гонках экипажей.

## Интересные факты
Гнедой мерин Метеор, являющийся представителем этой породы, стал единственной лошадью в мире, сумевшей получить олимпийские награды за участие в трёх Олимпиадах подряд. В 1952 году им была получена Бронзовая медаль в индивидуальном зачёте, в 1956 году Золотая медаль в командном зачёте, в 1960 году Серебряная медаль в командном зачёте.